# Dantian

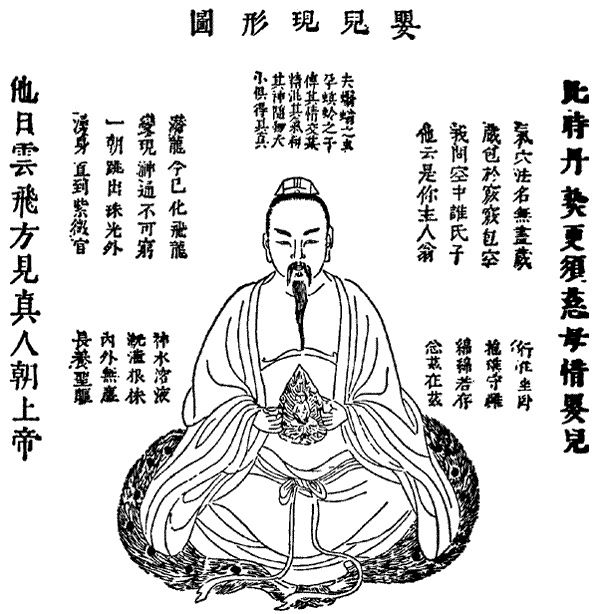
Oude afbeelding met dantian.

Dantian of tan t'ien betekent vrij vertaald "gebied van elixer". Het wordt beschouwd als een belangrijk focuspunt voor meditatie en verwijst specifiek naar een gebied drie vingerbreedtes beneden en twee vingerbreedtes achter de navel.
De dantian is belangrijk in de beoefening van onder andere qi gong en ademhalingstechnieken, en in de traditionele Chinese geneeskunde en vechtkunsten.

## Gevechtssport
De dantian wordt binnen de oosterse gevechtssport opgedeeld in:
- de lage dantian, nabij de navel als hierboven aangegeven, wordt geassocieerd met fysieke energie en soms seksualiteit
- de middelste dantian, in het midden van de borstkas, gaat over het hart en de gezondheid van de interne organen
- de bovenste dantian, boven in het hoofd relateert naar de geest en de hersenen

Specifiek de lage dantian: In de Japanse en Chinese traditie is het het zwaartepunt van het lichaam en de zetel van de interne energie qi van het menselijk lichaam. Oosterse gevechtssporten gebruiken dit punt om vanuit hier basis maar ook kracht te halen. Veel gevechtssporten dragen dan ook de term "ki" in zich zoals: qi gong, karate-ki en judoki.